# CineCufa
O CineCufa é um festival internacional de cinema pioneiro que exibe somente produções criadas por moradores de favelas. Criado pela Central Única das Favelas (CUFA), o evento conta com obras com tema, gênero e duração livres, tendo como única prerrogativa para exibição a atuação da favela como protagonista do projeto.
Com o desenvolvimento de formatos digitais de vídeo, a CUFA se tornou uma produtora em 2000, criando o Núcleo de Audiovisual e também oferecendo oficinas de capacitação na área. O CineCufa nasceu com a expansão do Núcleo, para preencher a lacuna no mercado de exibição e escoar a produção de filmes de favela que não conseguiam chegar ao grande circuito. O principal suporte usado pelas produções exibidas no festival é o digital, realizadas até mesmo em câmeras amadoras e celulares.
Desde a segunda edição do CineCufa, o Governo do Estado do Rio de Janeiro oferece dentro do festival o prêmio "Governo do Rio – Na Tela da Favela", que se divide em dois quesitos: Voto Popular e Júri Especializado. Os vencedores ganham equipamentos e serviço de legendagem para seus filmes.
O festival tem a curadoria da cantora Nega Gizza, do cineasta Anderson Quak, entre outros.

## Edições
2007
A primeira edição do CineCufa aconteceu entre os dias 9 e 21 de setembro de 2007 no Rio de Janeiro. O festival exibiu 71 filmes vindos das periferias de todo o país nas salas de cinema e de vídeo do Centro Cultural Banco do Brasil. A sala de vídeo recebeu uma programação especial, focada no trabalho de organizações independentes de audiovisual como Cinema Nosso, Cufa Audiovisual, Nós do Morro, Kinoforum, Oficinas Querô, entre outras. Os debates – sempre às terças e quintas-feiras após a última sessão na sala de cinema – sobre a produção audiovisual de periferia foram o ponto alto do evento, contando com a participação de figuras ilustres do cenário nacional como a idealizadora do Grupo Estação Adriana Rattes e o cineasta Cacá Diegues.
2008
A segunda edição aconteceu na mesma data do ano seguinte à primeira, levando 121 filmes ao CCBB-Rio. O centro cultural também foi novamente palco de debates entre representantes da prefeitura do Rio, da Ancine, da Petrobras e de ONG’s de todo o país que trataram de temas referentes à produção audiovisual brasileira, como as novas mídias e a função social do cinema de favela. Em 2008 também nasceu o prêmio "Governo do Rio na Tela da Favela", uma parceria entre a CUFA e a Secretaria de Cultura do Estado do Rio de Janeiro para as melhores obras do festival.
2009
O CineCufa chegou a sua terceira edição (de 30 de junho a 9 de julho) com uma estrutura ainda maior. A programação 2009 totalizou 161 produções nacionais e internacionais, oriundas de países como Estados Unidos, França, Itália, México, Argentina e Colômbia. Além das sessões e debates já características de 2007 e 2008, a mais recente edição do festival levou mostras itinerantes de cinema a Madureira, Cidade de Deus, Complexo do Alemão, Queimados e Nova Iguaçu. O CCBB-Rio também recebeu oficinas oferecidas por conceituados profissionais de audiovisual como o diretor do festival Cel.U.Cine Marco Altberg e o cineasta e secretário de Cultura de Nova Iguaçu Marcus Faustini.
Os grandes destaques da programação do CineCufa 2009 estavam nas sessões "Ouro da Casa", voltadas para as produções realizadas por alunos dos cursos de Audiovisual da Central Única das Favelas contemplados pelo projeto "Formação de Jovens Para Inserção Socioeconômica na Cadeia Produtiva do Turismo" – patrocinadas pelo Ministério do Turismo – e "Ver Favela" – com patrocínio da Petrobras. O coletivo de arte francês Kourtrajmé, que ficou famoso ao registrar imagens dos conflitos entre a polícia e jovens de subúrbios parisienses em 2005, também ganhou sessões dedicadas especialmente às suas produções audiovisuais.
Os debates, sempre pontos importantes da programação do CineCufa, se focaram na edição 2009 para temas da área cinematográfica em ampla discussão hoje, como o papel da mulher no audiovisual, as leis de incentivo à cultura, a era digital e os meios de acessibilidade aos produtos de entretenimento por deficientes. A Secretária Estadual de Cultura Adriana Rattes também ministrou uma palestra sobre empreendedorismo voltada para ex-alunos dos cursos oferecidos pela Central Única das Favelas.

## Vencedores
Prêmio Governo do Rio Na Tela da Favela
- 2008
  - Melhor Filme Júri Popular: Raízes, de Guilherme Varella
  - Melhor Filme Júri Especializado: 7 Minutos, de Júlio Pecly e Cavi Borges
- 2009
  - Melhor Filme Júri Popular: Selarón, A Grande Loucura, de José Roberto Mesquita e Renata Brito
  - Melhor Filme Júri Especializado: Até O Fim, de Mariana Santos Andrade Silva e Raisa Luiz de Melo
  - Melhor Documentário Júri Especializado: Mundo Colorido, de Rodrigo Villas Bôas